# Midar
 (décembre 2011).
Si vous disposez d'ouvrages ou d'articles de référence ou si vous connaissez des sites web de qualité traitant du thème abordé ici, merci de compléter l'article en donnant les références utiles à sa vérifiabilité et en les liant à la section « Notes et références ».
Midar (berbère: ⵎⵉⴹⴰⵔ, arabe: ميضار) est une commune au nord du Maroc. Elle est située dans la province de Driouch depuis 2009 dans le Rif, au nord-est du pays. et auparavant dans la province de Nador, jusqu’en 2009 
La commune urbaine de Midar est considérée comme l’une des plus anciennes communes de la province de Driouch, elle a été fondée en 1959. Historiquement, c'est l’une des régions les plus populaires pour les habitants de la région du Rif en raison de sa position géographique, ayant été la destination préférée des divers habitants de ses montagnes proches, ce qui nous montre la raison de sa vieille nomination « Aazib de Midar ».
La commune de Midar est la deuxième plus peuplée de la province de Driouch avec 15021 habitants derrière Mtalssa

## Position géographique
La commune de Midar est centrée dans la région du Rif (nord-est du Maroc), dans la province de Driouch et est frontalière aux communes de Tafersit au nord, Mtalssa à l'est et au sud et Iferni à l'ouest.
La superficie de la commune de Midar est de 66.46 km².

## Climat, reliefs et sol
Le climat est semi aride au cours de l’année. La température moyenne avoisine les 30 °C, la moyenne des précipitations par an les 250 mm ainsi qu'une vitesse de vents calculée à 35 km/h.
Les reliefs
Les reliefs de la commune de Midar se composent essentiellement de plaines vastes, constituant 60 % de la surface globale de la commune ; les montagnes constituent environ 30 %. Les 10 % restants sont une sorte de terre-plein.
Le sol
Il est distingué par sa nature (sijili et tamyi).

## Démographie
Développement démographique
La zone territoriale de la commune de Midar était une région polarisée à l’immigration rurale (de la montagne vers la terre pleine) dans la région du Rif, ce qui permit une croissance démographique à la commune de Midar et de devenir un centre urbain important. La population rurale a diminué comme le montre le tableau ci-dessous.
Population
1982 : 20 723
1994 : 26 396
2004 : 36 022
Développement démographique annuel
1982 : 2,3 %
1994 : 5,5 %
2004 : 4,4 %
Nombre de ménages
1982 : 2 304
1994 : 4 602
2004 : 5 155
Moyenne des individus par famille
1982 : 5
1994 : 6
2004 : 7
Selon les données indiquées dans le tableau ci-dessus, et à la suite du résultat du recensement de 2004, la majorité de la population réside au centre de la commune au nombre de 36 022 habitants qui se divisent sur environ 5 155 familles. Cependant, La population rurale a diminué à 2 793 habitants qui constituent 510 familles.
Malgré la domination de l’aspect urbain sur les habitants de la commune de Midar, l’influence de l’aspect rural reste dominant car, les habitants de la commune se dispersent sur plusieurs quartiers, ce qui ne se conforme pas aux règles de l’urbanisme.
Le taux de scolarisation à Midar des enfants de 7 à 12 ans est de 96,66 % mais le taux de pauvreté élevé ne permet pas de continuer les études aux jeunes enfants car le taux d'analphabétisme des individus âgés de 10 ans ou plus est de 34,20 % globalement avec une échelle 1/2 hommes/femmes (22.41%/45,57 %). Ce taux est légèrement au dessus de la moyenne nationale qui est de 32,2 %.

## Habitat et urbanisme
Le développement démographique des habitants de la commune de Midar est accompagné par un développement important au niveau de la construction et de l’urbanisme. Ce dernier est caractérisé par son aspect moderne soit au niveau des techniques ou bien des matériels de construction utilisés. Pour cela, l’extension urbaine est devenue une caractéristique qui attire les capitaux afin de développer le secteur économique dans la région.
La région est devenue importante pour les capitaux de l’urbanisme et de construction des lotissements organisés. La commune rurale de Midar a connu la première construction des lotissements en 1978 avant inaugurer d'autres lotissements ces dernières années.
La commune rurale de Midar est l’une des rares communes qui disposent d’un plan d’aménagement qui organise et dirige l’extension urbaine dans la province de Driouch, afin d’accompagner le développement démographique de la région. La création des associations est l’une des solutions les plus efficaces pour pousser les habitants à participer au réaménagement de ses quartiers et les organiser.

## Infrastructures
Réseau routier
Le réseau routier dans la commune de Midar reste un point noir dans le plan global des infrastructures dans la région. Cela montre le manque énorme d'investissements qui peuvent réanimer le secteur économique local et qui peuvent créer des chantiers de travail pour les jeunes chômeurs de la région, surtout les jeunes diplômés qui sont nombreux.
- - Routes de transit (type de route, nombre, longueur du réseau traversant la commune, observations)
  - Route Nationale 15 km 01
  - Route Régionale 05 km 01 Vers La commune de Tafarsite
  - Route Communale 04 km 01 Vers Midar Haut

- Routes Internes (type de route, nombre, situation)
  - Routes structurées 10 Non Structurés
  - Routes des Quartiers 42 Non Structurés
  - Routes de Liaison 15 Non Structurés

Réseau électrique
La commune rurale de Midar dispose d’un réseau électrique lié au réseau national depuis les années soixante-dix. Ce réseau est dirigé par l’office national de l’électricité, et il est caractérisé par sa couverture complète de la commune de Midar.
Réseau d'eau Potable
Le problème de l’eau potable est demeuré pendant des années l’un des plus importants défis de la commune de Midar, car la région ne dispose que de ressources d’eau pour l’agriculture et pour l'hygiène. Cette situation s'est prolongée jusqu’en 2003, le jour de l’inauguration du projet de l’eau potable régional, depuis la station de traitement d’eau de Nador, ce projet était inauguré en 1999 par sa Majesté le Roi MOHAMMED VI. Ce secteur fondamental est dirigé par l’office national de l’eau potable, et malgré la courte durée de la création de ce projet, la population en bénéficiant est environ de 90 %.
Assainissement
Malgré l’aspect urbain et le développement de l’aménagement, il n’existe pas un progrès réel au niveau des structures fondamentales qui accompagne cette extension dans le domaine de construction, en effet la commune reste toujours pauvre au niveau du réseau d’assainissement.
Le réseau d’assainissement des liquides est très ancien et centralisé au centre de la commune, dont les bénéficiaires de ce service ne constituent que 15 % de la totalité des habitants, ce qui provoque des problèmes environnementaux surtout avec l’augmentation de la pression d’aménagement. Les autres Quartiers de la commune restent défavorisés en ce qui concerne le réseau d’assainissement.
Malgré les initiatives pour le renouvellement du réseau d’assainissement existant, le problème de financement reste toujours un obstacle pour ces initiatives. Ce qui oblige les habitants de certaines sociétés au centre de Midar à prendre l’initiative pour créer un réseau de branchement de leurs maisons au réseau global.
Réseau station d'épurations :
Concernant ce type d’assainissement, la commune rurale de Midar ne dispose que de matériels insuffisants, ce qui ne permet pas un bon traitement des ordures, car la commune de Midar dispose seulement de deux véhicules mal équipés et insuffisants pour servir toute la population de la commune.
Réseau des Télécommunications
La commune de Midar dispose d’un Réseau de télécommunications qui couvre environ toute la commune ce qui permet à la population de profiter de ce type moderne de communication à savoir le Téléphone fixe et mobile dirigés par les deux compagnies dans ce domaine : Maroc Telekom et Meditel. De plus, la commune de Midar dispose de l'Adsl.
Infrastructures Administratives
Environ tous les divers services administratifs sont installés à Midar :
- Localité de la commune rurale de Midar.
- Localité du cercle du Rif.
- Localité de Caïdat de Beni-Touzine et Tafarsite.
- Localité du Centre de la Gendarmerie Royale.
- Centre des Forces Auxiliaires.
- Localité de la police judiciaire de la gendarmerie royale.
- Localité de Douanes.
- Localité de la Perception Générale du Royaume.
- Localité du court du Juge résidant.
- localité de la direction des travaux publics.
- Localité de la division de l’aménagement rural.
- Localité du centre agriculture.
- Localité de la direction de l’eau et forestier.
- Localité du Service Vétérinaire.
- Localité de l’enregistrement des véhicules et Permis de conduire.
- Localité de l’agence commerciale du bureau nationale de l’électricité.
- Localité de l’agence commerciale du bureau nationale de l’eau potable
- Localité du Maison de la jeunesse.

Infrastructures Sociales
La commune de Midar dispose d’infrastructures sociales importantes à savoir :
- Éducation et Enseignement Public

- - Lycée AL AMAL.
  - Collège Préparatoire driss 1er.
  - Groupement des écoles TARIK BNO ZIYAD.
  - Groupement des écoles MOUSSA BNO NOSSAYR.
  - École AL JADIDA.
  - École ALI BNO ABI TALIB.

- Formation et les qualifications professionnelles

- - Centre de qualification agriculture.
  - Club Féminin.

Infrastructures Sanitaires
- Centre Sanitaire.
- Maison d’accouchement.
- Hôpital local en cours de construction [Quand ?]
- Centre médical de l’hémodialyse en cours de construction par l’association el fath d’hémodialyse et développement sanitaire aux cercles du Rif et Driouch.
- Localité du Croissant Rouge Marocain.
- 4 Cabinets Médicaux, 1 Dentiste Privé, 5 Pharmacies.
- Deux Ambulances non équipées, une du centre médical et l’autre propriété de la commune.

Infrastructures Culturelles et Sportives
- 1 Bibliothèque publique
- 1 Maison de la Jeunesse
- 1 Stade de Football

Services
Type : Nombre
- Marché Hebdomadaire 01
- plusieurs Boucheries
- Marché de Légumes en gros 00
- Station de services autos 04
- Bain Traditionnel 02
- Boulangerie et Biscuiterie 03
- Centre d’auto école 04
- Agence Bancaire 06
- Médecin Vétérinaire 00
- Bureau D’expert de comptabilité 00
- Notaire 00
- Agence d’assurance 00
- Avocat 01
- Témoins Instrumentaires 05
- Agence de crédits 00
- Agence de Transport 02
- Agence de transport international par Bus 05
- Téléboutique 35
- Club Internet 13

Source : Rachid Ahajjam

### Sources
(mai 2013).
- Nouveau Midar

- (en) Midar sur le site de Falling Rain Genomics, Inc.